# Крупи
Крупи́ (род. відм. крупі́в, рідше круп), рідко крупа́ — харчовий продукт, який являє собою ціле або подрібнене зерно, яке повністю або частково звільнене від оболонок, алейронового шару, зародка. Крупи отримували на спеціальних пристроях — круподернях, зараз у крупяному виробництві застосовуються лущильно-шліфувальні машини, пшеничні крупи отримують при сортовому помелі пшениці, для приготування дроблених ячмінних і гречаних крупів використовуються дробильні машини. При виготовленні деяких видів крупів застосовують гідротермічну обробку за допомогою пари чи гарячої води.

## Круп'яні культури
Круп'яні культýри — зернові культури, зерно яких використовується, як правило, для виробництва крупи. Більшість круп'яних культур — рослини родини злаків, тільки амарантові крупи готують з щириці (родина Амарантові), а саго — з серцевини сагової пальми.
З ячменю виробляють звичайні ячні крупи у вигляді подрібненого зерна ячменю без верхньої оболонки й перлові крупи (дорідні й дрібні) у вигляді добре відточених зерен.
З вівса виробляють крупи трьох сортів — дорідні (неподрібнені), дрібні (подрібнені) й пластівці (розплющені зерна вівса).
Гречані крупи виробляють двох видів — цілі (ядро) й дрібні (проділ).
Рисові крупи бувають полірованими, шліфованими й подрібненими.
Пшоняні крупи виробляють з проса. Вони бувають із стертою оболонкою й подрібненими.
Кукурудзяні крупи бувають трьох сортів: дрібні, середні й дорідні.
Із пшениці виробляють манні й пшеничні крупи. Манні крупи являють собою дрібну крупку з ядра зерна, обчищеного від оболонок.
З круп готують каші різної густоти, запіканки, бабки (пудинги), січеники й інші страви.

## Види
Види крупів за ДСТУ

### Пшеничні
- Манна крупа, або манка;
- Пшенична крупа
- Булгур
- Пшеничний кус-кус (немає в ДСТУ 1055:2006)

### Зпроса(пшоняна крупа абопшоно)
- Шліфоване пшоно
- Пшоно-дранець (немає в ДСТУ 1055:2006)
- Подрібнене пшоно; (немає в ДСТУ 1055:2006)
- Кус-кус з проса (немає в ДСТУ 1055:2006)

### Зрису
- Шліфований рис (недроблений);
- Нешліфований рис (немає в ДСТУ 1055:2006)
- Рисовий проділ (немає в ДСТУ 1055:2006)

### Звівса
- Недроблена;
- Плющена або вівсяні пластівці.

### Згороху
- Горох цілий шліфований;
- Горох колотий шліфований.

### Згречки
- Ядриця — крупи з цільних зерен
- Проділ, або січка — крупи з подрібнених зерен
- Ядриця швидкорозварювана (з пропареного зерна);
- Проділ швидкорозварюваний (з пропареного зерна).

### Зкукурудзи
- Шліфована (буває різних розмірів);
- Так звана «крупна» (для виробництва пластівців і попкорну)
- Так звана «дрібна» (для виробництва хрустких паличок).

### Зячменю
- - Перлова крупа, або перлівка, перловка;
  - Ячна крупа, або ячка[4]

## Історичні види круп
- Смоленські крупи — сорт дрібнорозмелених гречаних круп. Вживалися для каш, а також для начинки пирогів